# Craig Ferguson
Craig Ferguson (Glásgua, 17 de maio de 1962) é um apresentador de TV, comediante stand-up, escritor, ator, diretor, autor e produtor britânico-americano nascido na Escócia.
Foi apresentador do programa The Late Late Show with Craig Ferguson, indicado ao Emmy Award e vencedor do Peabody Award. Seu talk-show foi  ao ar nas madrugadas pelo canal de TV CBS entre2005 e 2014. Além de apresentar seu programa e atuar na comédia stand-up, Ferguson também escreveu dois livros: "Between the Bridge and the River", um romance, e "American on Purpose", do gênero memórias. Se tornou cidadão dos Estados Unidos em 2008.
Antes de sua carreira como apresentador de talk show, Ferguson era mais conhecido nos Estados Unidos por seu papel do chefe Nigel Wick em The Drew Carey Show de 1996 a 2003. Ele também escreveu e estrelou três filmes, tendo dirigido um deles.